# Colonna (Italia)
Colonna è un comune italiano di 4 239 abitanti della città metropolitana di Roma Capitale, nel Lazio. Per estensione territoriale è il più piccolo comune dei Castelli Romani ed il secondo più piccolo di tutta la regione Lazio, subito dopo Ventotene.

## Geografia fisica

### Territori
Il comune di Colonna sorge su una collina di origine vulcanica.

### Clima
Colonna è caratterizzata da un clima temperato mediterraneo. Le estati sono calde e umide con occasionali temporali. Gli inverni sono miti e piovosi, con temperature che possono scendere sotto lo zero. Nevica di rado e solo in caso di freddo intenso generalizzato, ma non sono rari casi di pioggia mista a neve o nevischio tra gennaio e febbraio. Le primavere e gli autunni sono piovosi con giornate molto confortevoli. Le precipitazioni sono discretamente abbondanti e oscillano tra gli 800 e i 1000 mm annui.
- Classificazione climatica: zona D, 1832 GR/G

## Geologia
La zona dei Castelli Romani, di origine vulcanica, è soggetta a terremoti ed è classificata come zona sismica 2B ovvero a rischio medio-alto.
Alle 22:43 italiane del 23 giugno 2019, una forte scossa di magnitudo 3,6 ha avuto come epicentro il Comune di Colonna. Il terremoto è stato registrato dall'Ingv a 9 chilometri di profondità.

## Origini del nome
Il nome "Colonna" deriva a detta di molti fra coloro che si sono dedicati a questo studio, dai resti imponenti di qualche colonna dell'antico centro romano, ruderi certamente rimasti in piedi fino all'attribuzione di questo nome all'antica Labicum (la tradizione orale tramanda la presenza di notevoli resti di una colonna romana nel centro dell'abitato fino a tempi non troppo remoti).
L'evidenza che il nome "Colonna" non sia originato dalla omonima nobile famiglia romana è data dalla constatazione che il luogo è citato come "Columna" in documenti antecedenti la nascita della famiglia stessa (Atto dell'imperatore Enrico III del 1047 riportato nella sezione storia/medioevo di questa stessa voce), mentre è la famiglia romana che dalla località prende il nome "Colonna" nel 1101, quando Pietro, fino ad allora dei Conti di Tuscolo, riceve in eredità il territorio in oggetto e prende il nome di "Petrus de Columna", dando origine così alla nobile casata.

## Storia

### Età antica
Il territorio di Colonna è il più accreditato dagli studiosi ad aver ospitato l'antica Labicum ad Quintanas (o Labico Quintanense), città latina erede della più antica Labicum, espugnata nel 414 a.C. dai Romani guidati dal dictator Quinto Servilio Prisco. In seguito a questa espugnazione, la città venne rasa al suolo e i labicani fondarono Labicum ad Quintanas o Labici Quintanense, in prossimità della Torre detta della Pasolina presso Colonna, mentre l'esatto sito dell'antica Labici è ancora di incerta ubicazione nel territorio tra Colonna e Monte Compatri.

### Medioevo

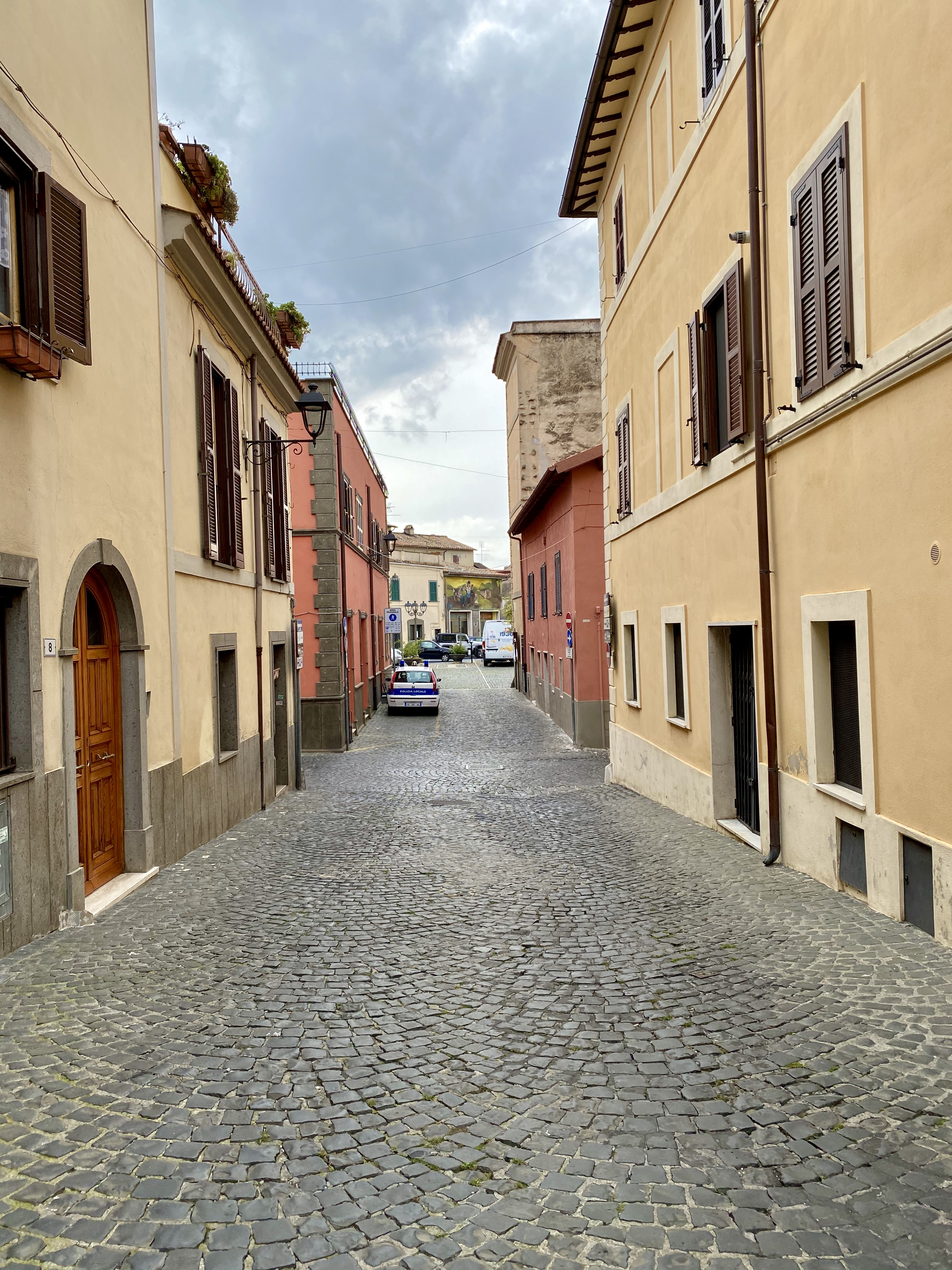
Uno scorcio di Via Aldo Moro, che attraversa tutto il centro storico (ottobre 2020).

Labicum ad Quintanas divenne sede vescovile nel IV secolo rimanendo nella sua dignità fino al 1111, secondo quanto attestato dagli atti. L'abitato iniziò a decadere fino a scomparire con la Guerra Gotico-Bizantina (535-553).
Colonna viene citata per la prima volta il 1º gennaio 1047, in un atto dell'imperatore Enrico III il Nero datato "Kalendes Januarii actum ad Columna civitatem" a favore del Monastero di San Clemente di Casauria (PE). L'imperatore fu ospite del castello che aveva preso il nome da una colonna dell'antica Labicum Quintanense durante una sosta della marcia che stava effettuando con il suo esercito alla volta di Napoli lungo la sottostante Via Casilina. 
Nel 1074 Gregorio VII donava la metà del castellum Colupna all'abbazia di San Paolo fuori le mura di Roma. 
Nel 1101 Pietro dei Conti di Tuscolo, figlio di Gregorio III, ricevette come eredità il territorio ed il Castello di Colonna, con Monte Porzio, Monte Compatri ed altre terre circostanti: Pietro sarà il fondatore della casata dei Colonna, che presero il nome da questo possedimento. Nel 1298 papa Bonifacio VIII ordinò la distruzione di Colonna e del suo Castello come punizione verso la famiglia Colonna, in quanto non riconoscevano l'autorità papale. Con l'avvento di papa Clemente V (1305) la famiglia Colonna riprese il feudo con tutti i suoi territori.

### Età moderna
Il Castrum Columnae venne venduto dai Colonna al cardinal Ludovico Ludovisi nel 1662. I Ludovisi lo rivendettero ai Rospigliosi-Pallavicini nel 1710.
I Rospigliosi-Pallavicini mantennero il dominio feudale su Colonna fino al 5 giugno 1848, e la Comunità si costituì il 28 dicembre 1849.

## Monumenti e luoghi d'interesse

### Architetture civili
Il Palazzo baronale

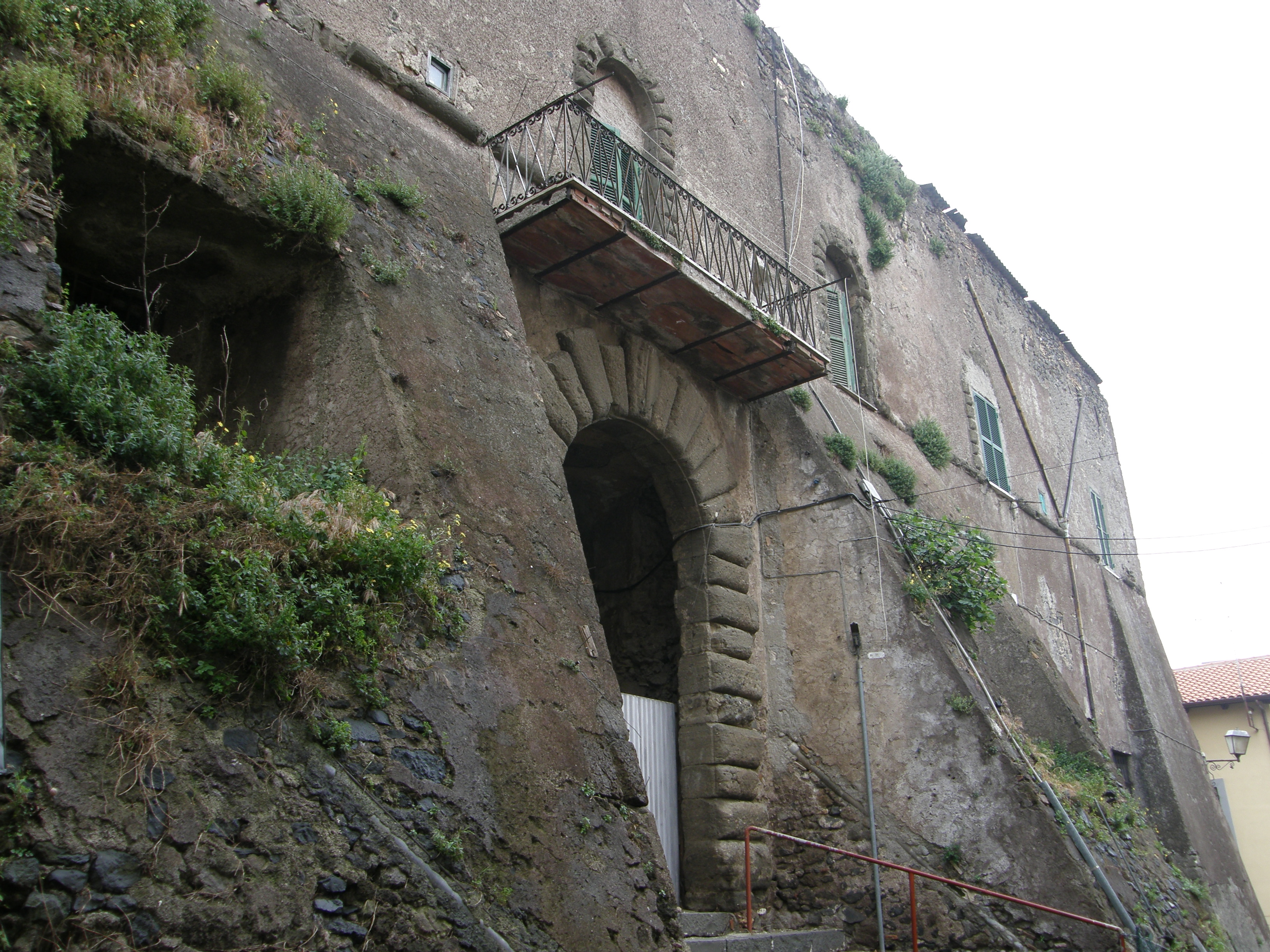
Ingresso del Palazzo baronale (prima dell'inizio dei lavori di restauro).

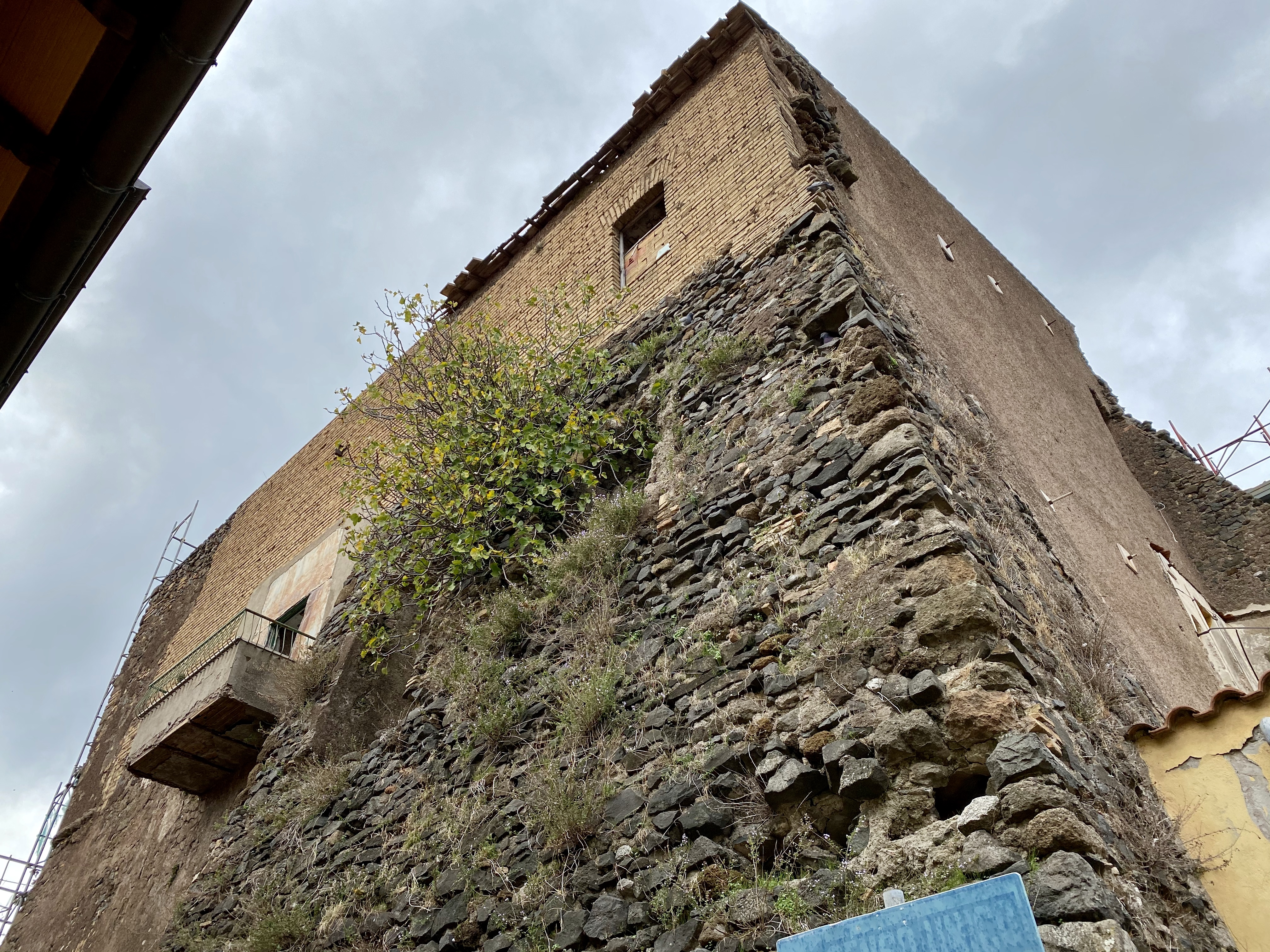
Scorcio del Palazzo baronale da Via Pallavicini: si notano le murature più antiche, risalenti alla ricostruzione avvenuta all'inizio del XIV secolo.

Il Palazzo baronale venne costruito nel XVI secolo sul primitivo castrum romano dalla famiglia Colonna, è ubicato nella parte più alta della collina e costituiva un intero isolato realizzato sopra costruzioni romane e in parte sul banco tufaceo. Il fronte principale ha un grande portale bugnato mentre il fronte opposto ha un doppio ordine a cinque fornici. Una parte del palazzo principesco fu modificata nel lato sud-occidentale con la realizzazione della Chiesa di San Nicola di Bari nel secolo XVIII voluta dai Pallavicini. Negli anni fra il 1953 ed il 1956, in posizione di contiguità con quanto rimasto della corte interna del palazzo, è stato costruito un serbatoio idrico, detto amichevolmente "il dindarolo" dagli abitanti di Colonna, che rendeva caratteristica l'immagine di questo paese da qualunque strada vi si arrivasse, detto serbatoio è stato demolito nell'estate del 2017 a causa della non rispondenza all'attuale normativa antisismica.

### Architetture religiose

#### La Chiesa vecchia
La Chiesa vecchia, come si evince dal nome, fu la prima chiesa ad essere stata costruita in ordine di tempo, ma anche la prima ad essere stata edificata all'interno delle mura del Castello baronale. Non si conoscono di preciso le sue origini, ma probabilmente la sua costruzione è da collegarsi alla formazione del primo nucleo abitato sviluppatosi intorno al Castello. I terreni in cui sorse furono forse donati proprio dal principe Ludovisi.
La chiesa non era consacrata e in essa si celebrava una sola festa, quella di San Nicola di Bari, titolare della chiesa parrocchiale e protettore del paese di Colonna. L’abside, addossata alle mura di cinta fatte costruire dal cardinale Giovanni Colonna, era decorata da pitture murali raffiguranti San Nicola di Bari e la Beata Vergine Maria.
All’interno della chiesa erano presenti quattro altari:
- Altare maggiore: non consacrato, con balaustra in legno lavorato e tabernacolo in legno dorato; ai lati dell’altare vi erano dipinti murali, a guazzo, risalenti alla fine del XV secolo. Questi raffiguravano San Francesco d’Assisi e Sant’Andrea Apostolo rispettivamente a destra e a sinistra e sono oggi conservati nell’attuale chiesa parrocchiale di San Nicola di Bari.
- Altare del Santissimo Rosario: consacrato alla Madonna Santissima del Rosario, raffigurata con in braccio il Bambino insieme a Santa Caterina da Siena, San Domenico e ai misteri del Santissimo Rosario, in un dipinto su tela realizzato dall’artista Pietro Odazzi. La tela è oggi conservata nella Cappella del Santissimo Rosario dell’attuale chiesa parrocchiale di San Nicola di Bari. Sui gradini dell’altare un ovato dipinto con cornice dorata e piedistallo, donato dal principe Pallavicini e oggi conservato nella cappella sopradetta, raffigurava San Vincenzo Ferreri e San Francesco Saverio. Sulle pareti dell’altare vi erano altri due dipinti raffiguranti l'uno San Francesco da Paola e l’altro San Pasquale Baylon.
- Altare del Santissimo Crocifisso: decorato e curato da una delle famiglie all’epoca più benestanti di Colonna, i Gelpi. Sui gradini dell’altare vi era un ovato dipinto con il ritratto del beato Serafino Cappuccino, donato dal principe Pallavicini e oggi conservato nella cappella del Santissimo Salvatore nella chiesa di San Nicola di Bari.
- Altare del Santissimo Salvatore: realizzato a seguito della visita apostolica del 1660, ospitava un dipinto raffigurante il Santissimo Salvatore attribuito all’artista Carlo Maratta. Oggi l’opera è conservata nella cappella del Santissimo Salvatore della chiesa di San Nicola di Bari.

Un elemento molto originale della Chiesa vecchia era l’acquasantiera, costituita da un'enorme valva di conchiglia, Tridacna gigas, oggi utilizzata per il medesimo uso nell’attuale chiesa parrocchiale di San Nicola di Bari. Quest’ultima, conosciuta anche come Chiesa nuova, fu costruita nel 1771 e così nel 1774 la Chiesa vecchia fu ridotta ad uso profano e il complesso di edifici passò alla principessa Pallavicini. Nel corso degli anni molteplici furono gli usi che ne vennero fatti e anche i proprietari cambiarono più volte; tra questi ultimi ci fu anche il Duca di Gallese che agli inizi del XX secolo cedette la Chiesa vecchia alla Società dei Fondi Rustici. Successivamente fu trasformata in cinema-teatro e dopo la Prima guerra mondiale divenne la sede dell’Opera Nazionale Dopolavoro. Dopo la caduta del fascismo, con Decreto legislativo luogotenenziale del 27 luglio 1944, n. 159, divenne un immobile demaniale, fin quando tra la fine degli anni Sessanta e i primi anni Settanta del XX secolo divenne nuovamente proprietà della comunità parrocchiale, grazie all’acquisto dell’immobile da parte della chiesa parrocchiale di San Nicola di Bari. Da allora l’edificio, oggi chiamato Teatro della Chiesa vecchia, è sede di spettacoli teatrali ed eventi legati alla vita culturale e sociale della cittadina.

#### La Chiesa di San Nicola di Bari

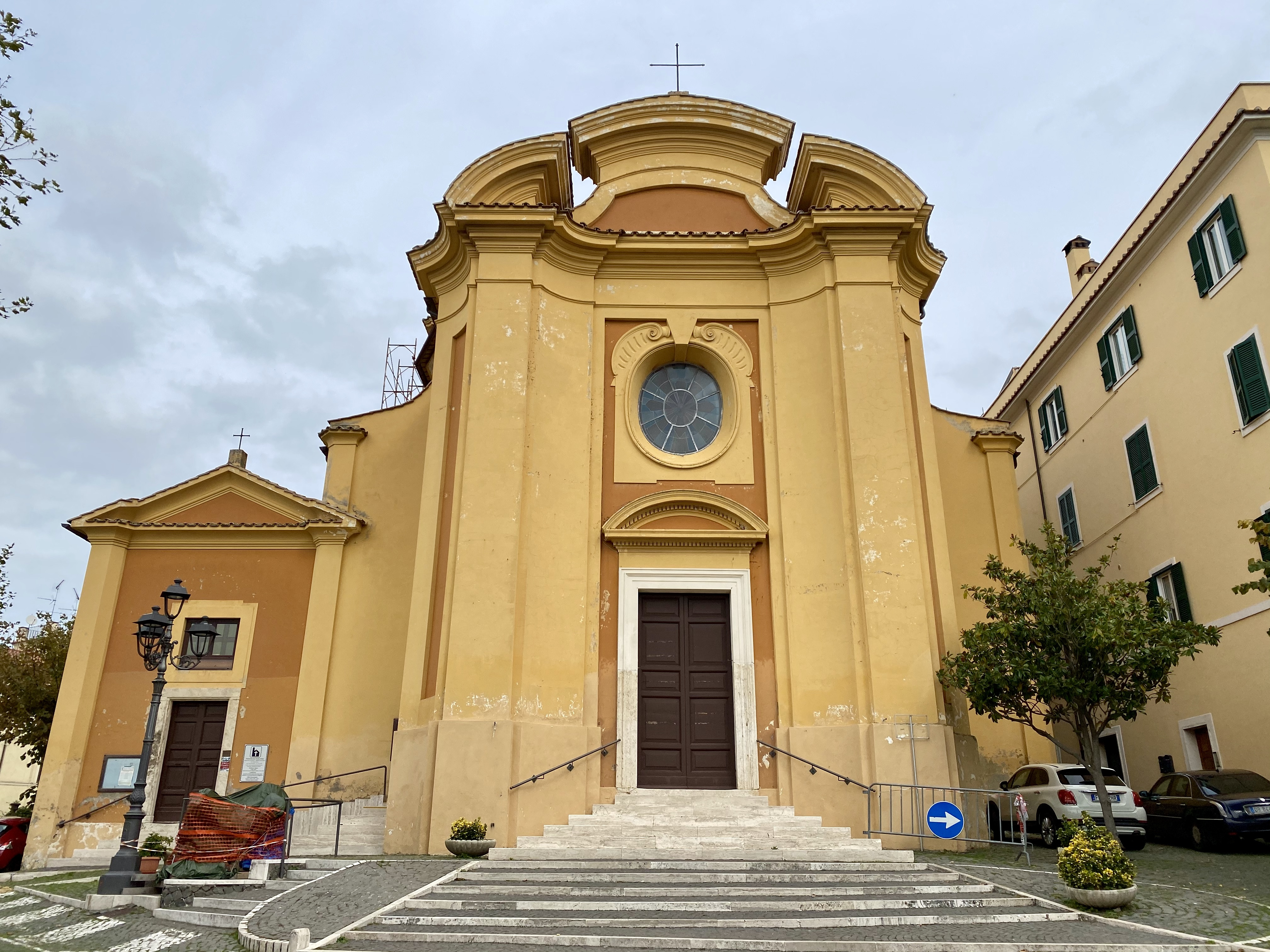
Facciata della parrocchiale di San Nicola di Bari a Colonna (ottobre 2020).

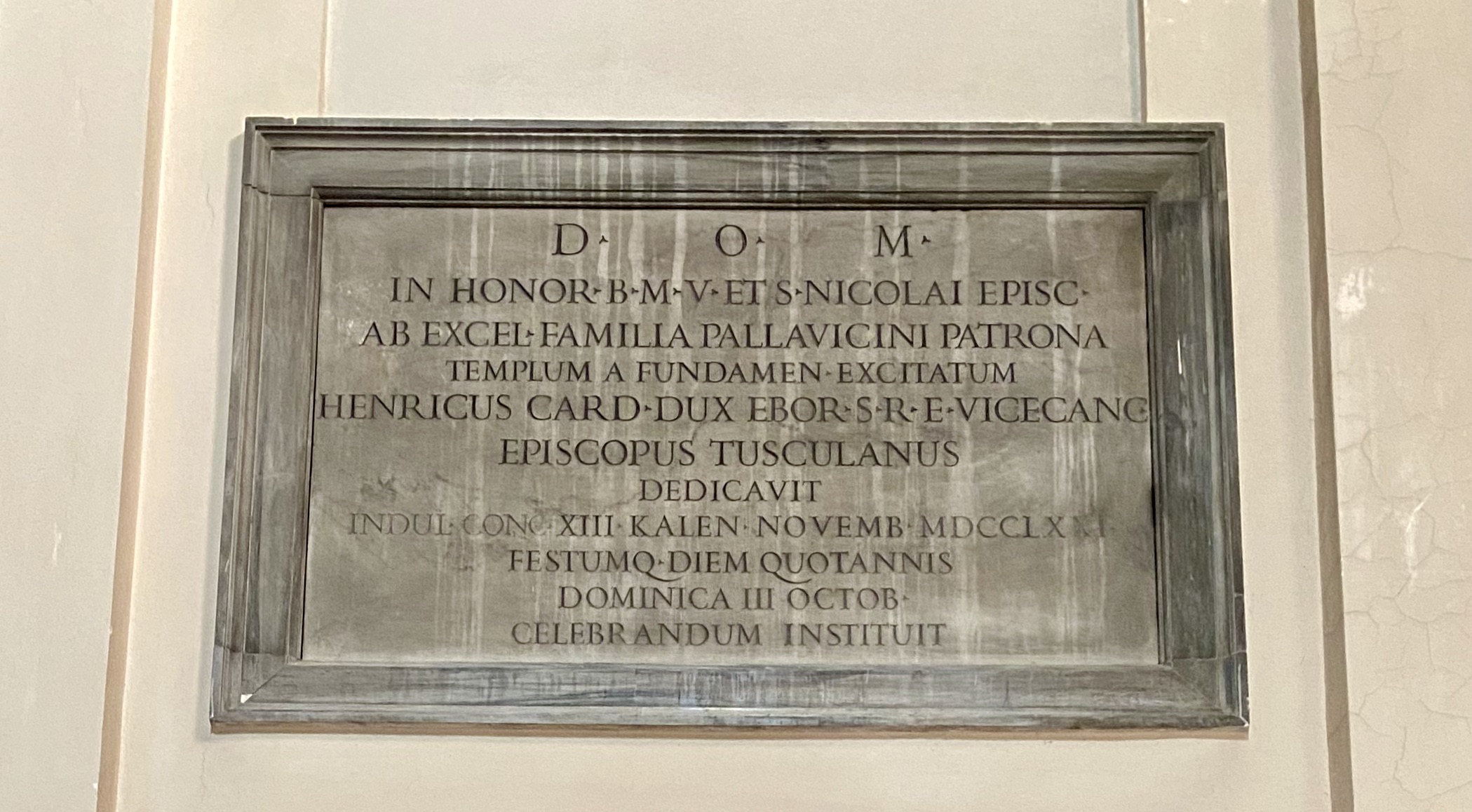
La lapide celebrativa della consacrazione della parrocchiale (1771).

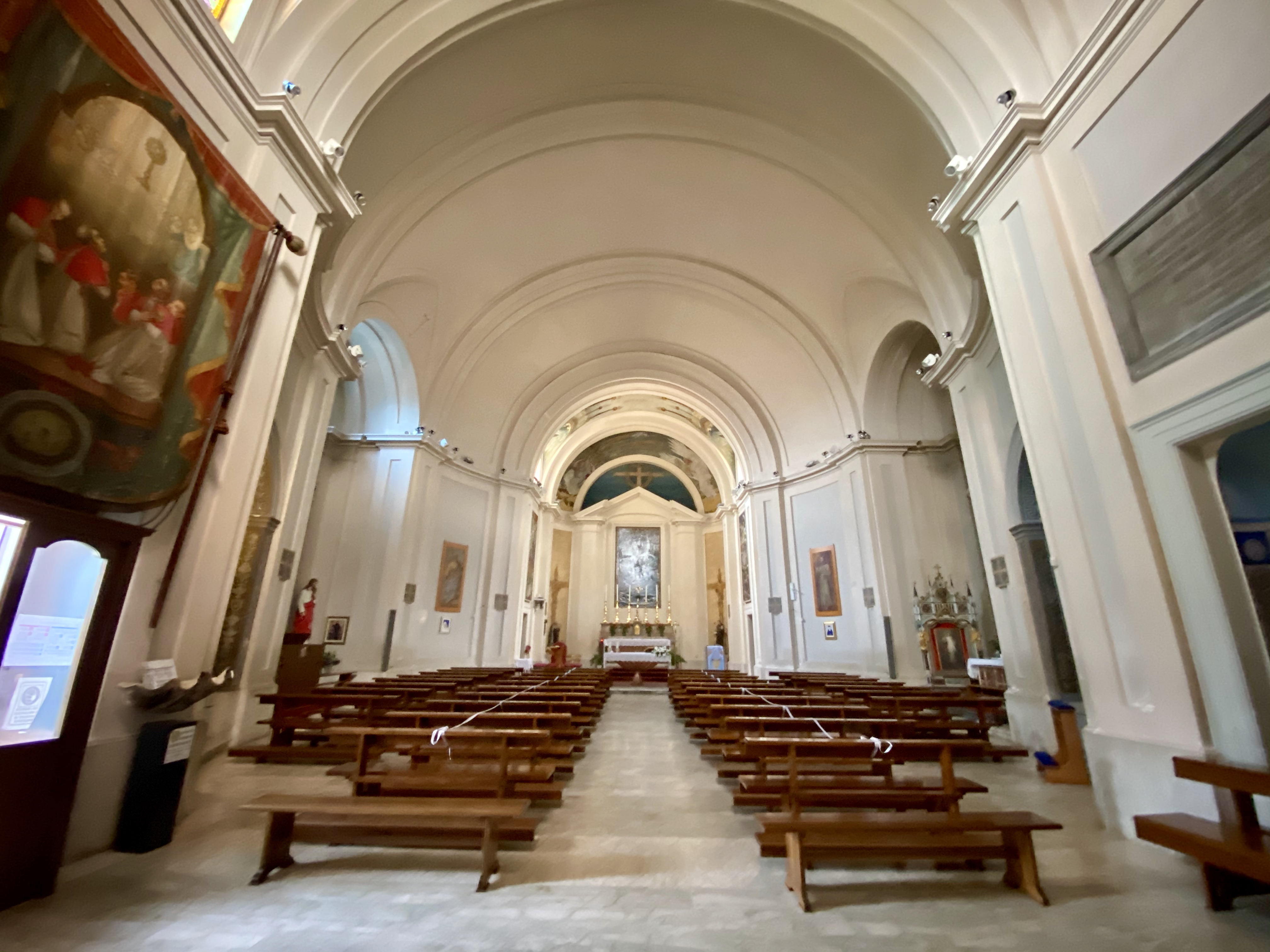
Interno della parrocchiale di Colonna dopo gli ultimi interventi di restauro (ottobre 2020). Si noti la presenza dei dispositivi per le misure di distanziamento sociale, dovuto alla pandemia di COVID-19 del 2020 in Italia.

La chiesa parrocchiale di San Nicola di Bari, conosciuta anche come Chiesa nuova, è cronologicamente la più recente delle chiese presenti a Colonna e si trova in prossimità del Palazzo baronale. Commissionata dal principe Nicola Pallavicini all’architetto Clemente Orlandi, fu costruita tra il 1756 e il 1771, anno nel quale fu consacrata dal cardinale Enrico Benedetto Stuart, duca di York e vescovo di Frascati. Oltre al fatto di voler disporre di una chiesa di più grandi dimensioni e dalla posizione migliore, molto probabilmente ci fu anche un motivo politico. Il principe non era riuscito ad imporre il suo Jus Patronatus sulla Chiesa vecchia, poiché il vescovo di Frascati non glielo permise, quindi, la costruzione di una nuova chiesa gli avrebbe permesso di vincolarla. Il 24 aprile 1756, il cardinale Sacripante Vituzi benedisse la prima pietra, la cui posa avvenne il 6 maggio 1757. Dopo la morte del committente, avvenuta nel novembre del 1759, la costruzione andò a rilento, in quanto il suo successore, Giovanni Battista Rospigliosi, non contribuì molto dal punto di vista finanziario. La questione si risolse solo grazie all'intervento del vescovo di Frascati, il cardinale Enrico Benedetto Stuart, duca di York. Nel 1764, infatti, egli scrisse alla Congregazione del Concilio, lamentandosi del rallentamento dei lavori e chiese aiuto anche alla principessa Maria Eleonora Caffarelli Pallavicini in Rospigliosi. Quest’ultima chiese a papa Clemente XIV di usufruire del fondo istituito dalla duchessa Maria Camilla sotto il pontificato di Clemente XIII, per la costruzione della chiesa parrocchiale di Colonna e ottenne tale facoltà dal Papa. I lavori ripresero in poco tempo e come recita l'iscrizione marmorea, tuttora visibile sopra il fonte battesimale, la consacrazione avvenne il 10 novembre 1771. Nel 1774 sorsero però delle questioni tra la Famiglia Pallavicini e il vescovo di Frascati riguardo allo Jus Patronatus. La principessa Pallavicini lo avrebbe ottenuto se avesse portato a termine la costruzione, ma la chiesa fu perfezionata dal vescovo stesso e inoltre egli ottenne da papa Clemente XIV il breve del Jus Patronatum che sarebbe durato fino al 1803, quando il vescovo passò alla sede suburbicaria di Velletri.
I discendenti della Famiglia Pallavicini non accettarono il breve pontificio e così, morto papa Clemente XIV, scrissero una lettera al suo successore, papa Pio VI, sperando di ottenere il patronato sulla nuova chiesa.
L'esito fu tuttavia nuovamente negativo, così fu il vescovo a continuare ad esercitare lo Jus Patronatus, pur concedendo benevolmente dei privilegi ai Pallavicini (coretti della chiesa e sedili per i suoi ministri). Il nuovo vescovo di Frascati, cardinal Doria rinunciò allo Jus Patronatum a favore del principe Luigi Pallavicini, ma poiché questo lo rifiutò, i vescovi successivi lo avrebbero sempre esercitato.
Dal punto di vista architettonico la facciata esterna della chiesa è tipicamente barocca, di forma concava, delimitata da due grandi pilastri. Vi sono due ingressi, uno laterale e uno principale, sormontato da un timpano curvilineo e da una finestra ovale. La parte superiore della facciata termina con un frontone spezzato, sormontato da una croce. La chiesa presenta una pianta ovale su cui si innestano quattro bracci disposti a croce.
All’interno si trovano le seguenti cappelle:
- Cappella del Santissimo Rosario: a sinistra, vi si trova un dipinto di Pietro Odazzi, che raffigura la Madonna col Bambino che porge il Santo Rosario a San Domenico e a Santa Caterina da Siena, proveniente dalla Chiesa Vecchia.
- Cappella del Santissimo Crocifisso: a destra, è così chiamata in quanto sull’altare vi è un crocifisso ligneo e qui, si trova inoltre, una statua lignea di San Nicola di Bari.
- Cappella del Santissimo Salvatore: a sinistra verso l’ingresso, contiene un dipinto raffigurante il Salvator Mundi, attribuito a Carlo Maratta e proveniente dalla Chiesa Vecchia, in cui viene menzionato per la prima volta nella visita pastorale del 1º aprile 1680. Esso veniva portato in processione nella festa dell’Assunzione della Vergine Maria.
- Cappella dell’Immacolata Concezione: a destra verso l’ingresso, dedicata a partire dal 1924 alla Madonna di Lourdes.

La Cappella del Santissimo Salvatore e la Cappella dell’Immacolata furono aggiunte successivamente, non rientravano infatti nel progetto originario settecentesco dell’Orlandi.
L’altare maggiore policromo, consacrato il 19 ottobre 1771, è dedicato ai Santi Nicola di Bari e Filippo Benizzi, santo fiorentino dell’Ordine dei Servi di Maria. La pala d’altare, che vi si trova subito dietro, è stata appositamente realizzata, ad olio, nel 1759 dal pittore Carlo Ciappini, su commissione del principe Nicola Pallavicini.
La decorazione pittorica che interessa invece l’area dell’abside risale al XX secolo, al periodo della Seconda guerra mondiale, quando i colonnesi fecero voto di far restaurare e decorare la chiesa se il paese non fosse stato distrutto e si fosse salvato dalle razzie tedesche. Sul paese, a differenza di altri paesi limitrofi, in particolare Frascati, cadde una sola bomba che provocò una sola vittima e i tedeschi durante la loro occupazione non provocarono alcun danno ai cittadini. Una volta finita la guerra i colonnesi mantennero così la loro promessa. Il parroco dell'epoca, don Pietro Botti, fece richiesta al sacerdote di Colonna, don Leonello Razza, di trovare un pittore qualificato che decorasse la chiesa cittadina. Come testimoniano le iniziali che appaiono nelle pitture dell’abside, la scelta del pittore ricadde sul noto artista romano Duilio Cambellotti, che tra il 1944 e il 1945 realizzò le seguenti decorazioni pittoriche:
- nella lunetta centrale: croce policroma e corona di spine;
- nel catino o arcone fondale, nella calotta absidale: Annunciazione della Vergine, in cui l’Angelo, a destra, reca il giglio nella mano sinistra, mentre indica con l’altra mano alzata la colomba rappresentata al centro. La Vergine, a sinistra, seduta su un trono di pietra e raccolta in preghiera, si rivolge anche lei, con lo sguardo, verso la colomba, simbolo dello Spirito Santo, che funge così da anello di congiunzione di tutta la scena;
- nella volta, nell'arco trionfale: sono rappresentate sei fiaccole, libri sacri aperti ed ancore con armature alate. A destra vi è un libro aperto, che riporta «Ecce Virgo concipiet et pariet Filium» (Profezia di Isaia) e tre fiaccole, a sinistra un altro libro aperto riporta «Exsulta satis filia Sion, Ecce Rex tuus veniet» (Profezia di Zaccaria) e altre tre fiaccole, il tutto raccordato dalla scritta in maiuscolo «AVE MARIA» posta al centro dell’arco;
- nei due cantoni ricurvi a destra e a sinistra dell’altare maggiore: croci di spighe di grano e tralci d'uva;
- nella parete sinistra sopra la porta della Sagrestia: tavola con La città di Colonna sotto la protezione del Santissimo Salvatore, della Santissima Vergine e di San Nicola;
- nella parete destra sopra la porta della Sagrestia: tavola con Il miracolo di San Nicola che seda la tempesta.

Tutte le decorazioni pittoriche del Cambellotti sono state realizzate a tempera dura su intonachino, ad eccezione dei due quadri collocati sulle porte della sagrestia, ai lati dell’altare maggiore, che sono stati realizzati sempre a tempera dura, ma su tavola di legno sintetico.
Tra il 2003 e il 2004 un intervento di restauro ha interessato le decorazioni pittoriche dell'abside, sia le tempere cambellottiane sia la pala settecentesca dell'altare maggiore.

## Società

### Evoluzione demografica
Abitanti censiti

## Cultura

### Istruzione

#### Musei
Ferrovia-Museo della Stazione di Colonna. Ex linea Roma-Fiuggi
L'area museale si sviluppa attorno ai fabbricati di quella che era l'originaria stazione di Colonna lungo la vecchia linea ferroviaria Roma-Fiuggi.
Lo spazio espositivo si articola sia all'interno, nei fabbricati interamente ristrutturati, sia all'esterno, lungo i binari. Negli spazi interni sono stati ricreati gli ambienti tipici della vita e del lavoro in stazione nel periodo della sua attività; sono infatti esposti diversi attrezzi ed oggetti ferroviari, fotografie e documenti inerenti alla Ferrovia. All'esterno sono conservati invece diversi cimeli e materiali rotabili, restaurati, provenienti dalla Roma-Fiuggi e da altre linee ferroviarie minori del Lazio (Roma-Viterbo e Roma-Lido). Lo stesso museo ricade però sulla competenza del Comune di San Cesareo (RM).

## Infrastrutture e trasporti

### Ferrovie
Il territorio è servito dalla stazione di Colonna Galleria della linea FL6, con un treno circa ogni ora che collega il paese alla stazione di Roma Termini in circa trenta minuti.
Per il territorio colonnese passava la linea ferroviaria Roma–Fiuggi, oggi dismessa.

### Strade
Per il territorio colonnese passa la Via Casilina.

## Amministrazione
| Periodo        | Periodo        | Primo cittadino          | Partito                         | Carica  | Note |
| -------------- | -------------- | ------------------------ | ------------------------------- | ------- | ---- |
| 1926           | 1928           | Domenico Spagnoli        | Partito Fascista                | Podestà |      |
| 1928           | 1930           | Gabriele Morcaldi        | Partito Fascista                | Podestà |      |
| 1930           | 1943           | Luigi Pasquali           | Partito Fascista                | Podestà |      |
| 1943           | 1943           | Paolo Mastrofrancesco    | Partito Fascista                | Podestà |      |
| 1944           | 1944           | Nicola Spada             | Partito Fascista                | Podestà |      |
| 1944           | 1944           | Luigi Cascia             | Partito Fascista                | Podestà |      |
| 1944           | 1946           | Sebastiano Ortolani      | Lista civica                    | Sindaco |      |
| 1946           | 1964           | Giovanni Battista Donati | Lista civica                    | Sindaco |      |
| 1964           | 1968           | Fernando De Rossi        | Democrazia Cristiana            | Sindaco |      |
| 1965           | 1975           | Valerio Scarabotti       | Democrazia Cristiana            | Sindaco |      |
| 1975           | 1990           | Marcello Marian          | Lista civica di centro-sinistra | Sindaco |      |
| 1990           | 1994           | Agostino Millo Crocenzi  | Lista civica di centro-sinistra | Sindaco |      |
| 23 aprile 1995 | 14 giugno 1999 | Learco Braghiroli        | Lista civica di centro-sinistra | Sindaco |      |
| 14 giugno 1999 | 13 giugno 2004 | Gaetano Bartoli          | Lista civica di centro-sinistra | Sindaco |      |
| 14 giugno 2004 | 6 giugno 2009  | Gaetano Bartoli          | Lista civica di centro-sinistra | Sindaco |      |
| 7 giugno 2009  | 25 maggio 2014 | Augusto Cappellini       | Lista civica di centro-sinistra | Sindaco |      |
| 25 maggio 2014 | 26 maggio 2019 | Augusto Cappellini       | Lista civica di centro-sinistra | Sindaco |      |
| 26 maggio 2019 | in carica      | Fausto Giuliani          | Lista civica di centro-sinistra | Sindaco |      |

### Gemellaggi
- La Planche

### Altre informazioni amministrative
- Fa parte della Comunità montana Castelli Romani e Prenestini.

## Onorificenze
Colonna è tra i comuni decorati della seguente onorificenza:

## Sport

### Calcio
• S.s.d. Colonna, militante nel campionato di Promozione.

### Pallacanestro
- A.S.D. Colonna che nel 2019-2020 milita nel campionato maschile di Promozione.[17]